# ポルシェ・992
ポルシェ・992は、ドイツの自動車メーカーであるポルシェが開発したスポーツカー「911」のうち、2018年から製造・販売されている8代目モデルを指すコードネームである。

## 概要
2018年11月28日、991の後継モデルとして登場した。内外装のデザインが全体的に変更された。近年のポルシェにおけるデザインの流れを汲み、リアコンビランプは先代に比して細く、ヘッドランプは4点式のLEDが使われている。991型まで設定があったナローボディが無くなり、全車がカレラ4と同じ44 mmワイドなリアフェンダーを備えたワイドボディに統一された。内装はよりモダンでスタイリッシュになっている。すでにターボ化されていた991後期からの変更点は少ないが、インタークーラーがリヤフェンダー内からエンジン直上に変更され、吸気の冷却性が改善された。また初採用のピエゾインジェクターや圧縮比のアップによって更に高出力化した。内装・外装以外の基本コンポーネントの多くに991品番が流用されている。997型、991型と同じく、フロントセクションの多くはケイマン・ボクスターと共用パーツが使われる。エンジンはエンジンハンガーが廃止され、シャシーに直接エンジンマウントを介して固定されるようになった。
最初にクーペの高性能モデルである「カレラS」「カレラ4S」が発表された。PDKは997型・991型が7速だったものが992型では8速となった。7速MTも準備された。
2019年1月9日、オープンの高性能モデルである「カレラSカブリオレ」「カレラ4Sカブリオレ」が発表された。従来モデルに引き続き採用されたガラス製リアウィンドウ付きの電動ソフトトップが採用され、50 km/h以下であれば12秒で開閉できる。
2019年7月30日、ベースモデルである「カレラ」「カレラ カブリオレ」が発表された。エンジンは3.0 L水平対向6気筒ターボエンジンが搭載され、最高出力は385 ps。「カレラ」「カレラ カブリオレ」はPDK専用モデルとなり、7速MTは設定されていない。
利益率は50 %と高く設定されているものの登場以降の販売は順調で、発売から2019年9月までの間でポルシェ社全利益のうち30 %近くを稼ぎ出すモデルとなった。
2021年2月16日、911のハイパフォーマンスバージョンである「GT3」が発表された。エンジンは自然吸気の4.0 L水平対向6気筒エンジン、最高出力510 PS/8,400 rpm、最大トルク470 N・m/6,100 rpm。トランスミッションは7段のデュアルクラッチ式AT「PDK」に加えて、オートブリッピング機能付きの6段MTもラインナップ。フロントサスペンションはストラット式を採用するカレラやターボとは異なりポルシェ・カレラカップカーと同じダブルウィッシュボーンが奢られている。
2022年10月5日、ターボやカレラなどがブレーキブースター警告装置において、インストゥルメントクラスタのプログラムが不適切なため、ブレーキブースターの故障時に警告灯が点灯せず、警告メッセージ確認後には誤った警告灯が点灯し、保安基準に適合しない可能性があるため、国土交通省にリコールを届出。
2022年10月19日、カレラTの予約を日本で開始。